# اجومانی
اجومانی (به لاتین: Adjumani) یک منطقهٔ مسکونی در اوگاندا است که در منطقه اجومانی واقع شده‌است.

## خصوصیات
اجومانی ۳۴٬۷۰۰ نفر جمعیت دارد.